# David Lodge (attore)
David William Frederick Lodge (Rochester, 19 agosto 1921 – Northwood, 18 ottobre 2003) è stato un attore e circense britannico.

## Biografia
Cominciò a lavorare come clown in un circo, poi cominciò a recitare in alcune rappresentazioni teatrali minori e in spettacoli di varietà.
Fece il suo debutto nel film The Cockleshell Heroes, liberamente ispirato alla Operazione Frankton condotta dalla Royal Navy durante la Seconda guerra mondiale. Prese poi parte ad altri film di produzione britannica, spesso interpretando ruoli militari oppure rivestendo ruoli comici.
Fu grande amico di Peter Sellers ed apparve anche nella serie televisiva Q di Spike Milligan.

## Filmografia parziale
- L'amante misteriosa (The Intimate Stranger), regia di Joseph Losey (1956)
- Non c'è tempo per morire (No Time to Die), regia di Terence Young (1958)
- Up the Creek, regia di Val Guest (1958)
- Nudi alla meta (I'm All Right Jack), regia di John Boulting (1959)
- Un colpo da otto (The League of Gentlemen), regia di Basil Dearden (1960)
- Un alibi (troppo) perfetto (Two-Way Stretch), regia di Robert Day (1960)
- Gli spettri del capitano Clegg (Captain Clegg), regia di Peter Graham Scott (1962)
- The Dock Brief, regia di James Hill (1962)
- Norman astuto poliziotto (On the Beat), regia di Robert Asher (1962)
- Uno sparo nel buio (A Shot in the Dark), regia di Blake Edwards (1964)
- Le lunghe navi (The Long Ships), regia di Jack Cardiff (1964)
- Cannoni a Batasi (Guns at Batasi), regia di John Guillermin (1964)
- Le avventure e gli amori di Moll Flanders (The Amorous Adventures of Moll Flanders), regia di Terence Young (1965)
- Poirot e il caso Amanda (The Alphabet Murders), regia di Frank Tashlin (1965)
- Prendeteci se potete (Catch Us If You Can), regia di John Boorman (1965)
- Questa pazza, pazza, pazza Londra (The Sandwich Man), regia di Robert Hartford-Davis (1966)
- Ci divertiamo da matti (Smashing Time), regia di Desmond Davis (1967)
- Sette volte sette, regia di Michele Lupo (1968)
- L'uomo di Kiev (The Fixer), regia di John Frankenheimer (1968)
- Gangster tuttofare (Crooks and Coronets), regia di Jim O'Connolly (1969)
- Oh, che bella guerra! (Oh! What a Lovely War), regia di Richard Attenborough (1969)
- Il ragazzo ha visto l'assassino e deve morire (Eyewitness), regia di John Hough (1970)
- Quella fantastica pazza ferrovia (The Railway Children), regia di Lionel Jeffries (1970)
- La Pantera Rosa colpisce ancora (The Return of the Pink Panther), regia di Blake Edwards (1975)
- Sahara, regia di Andrew V. McLaglen (1983)

## Doppiatori italiani
- Antonio Guidi in La Pantera Rosa colpisce ancora